# Dauphin Island
Dauphin Island és una població dels Estats Units a l'estat d'Alabama. Segons el cens del 2000 tenia 1.371 habitants.

## Demografia
Segons el cens del 2000, Dauphin Island tenia 1.371 habitants, 601 habitatges, i 418 famílies. La densitat de població era de 85,4 habitants/km².
Dels 601 habitatges en un 21,6% hi vivien nens de menys de 18 anys, en un 61,7% hi vivien parelles casades, en un 5% dones solteres, i en un 30,3% no eren unitats familiars. En el 23% dels habitatges hi vivien persones soles el 6,3% de les quals corresponia a persones de 65 anys o més que vivien soles. El nombre mitjà de persones vivint en cada habitatge era de 2,28 i el nombre mitjà de persones que vivien en cada família era de 2,66.
Per edats la població es repartia de la següent manera: un 17,4% tenia menys de 18 anys, un 7,4% entre 18 i 24, un 25,7% entre 25 i 44, un 33,3% de 45 a 60 i un 16,2% 65 anys o més.
L'edat mediana era de 45 anys. Per cada 100 dones hi havia 111,6 homes. Per cada 100 dones de 18 o més anys hi havia 114 homes.
La renda mediana per habitatge era de 44.219 $ i la renda mediana per família de 50.476 $. Els homes tenien una renda mediana de 35.179 $ mentre que les dones 24.250 $. La renda per capita de la població era de 22.552 $. Aproximadament el 6% de les famílies i el 9,2% de la població estaven per davall del llindar de pobresa.

## Poblacions més properes
El següent diagrama mostra les poblacions més properes.